# Агуаи
Агуаи (порт. Aguaí) — муниципалитет в Бразилии, входит в штат Сан-Паулу. Составная часть мезорегиона Кампинас. Входит в экономико-статистический микрорегион Пирасунунга. Население составляет 30 181 человек на 2007 год. Занимает площадь 473,365 км². Плотность населения — 67,1 чел./км².
Праздник города — 6 августа.

## История
Город основан 1 января 1945 года.

## Статистика
- Валовой внутренний продукт на 2003 составляет 422.436.466,00 реалов (данные: Бразильский институт географии и статистики).
- Валовой внутренний продукт на душу населения на 2003 составляет 14.020,93 реалов (данные: Бразильский институт географии и статистики).
- Индекс развития человеческого потенциала на 2000 составляет 0,786 (данные: Программа развития ООН).

## География
Климат местности: субтропический.